# Кёхна Хачмаз
Кёхна Хачмаз, до XX века просто Хачмаз (азерб. Köhnə Xaçmaz) — село в Хачмазском районе Азербайджана. Расположено на левом берегу реки Кудиалчай. Относится к Мюшкюрскому административному округу.

## История
Точная дата основания деревни не известна, но очевидно о существовании деревни ещё до основания станции Хачмаз в 1900 году, ибо название было взято от названия села Хачмаз и ещё в начале XIX века в рамках христианизации земель, русским правительством сюда были переселены русские и армяне. Современный город Хачмаз носит название от этого села. Топоним Хачмаз уже встречается в источниках 7-9 веков, по указанию ряда авторов происходит от названия ираноязычных племён «хечматаков» проживавших на этих территориях, по другой версии топоним происходит от слова орех на татском языке «хачамаз», «хачемаз», «хачмаз» и на самом деле в этих территориях было много деревьев грецкого ореха. Также в других источниках топоним Хачмаз указывается как крепость Хашмаз. Село начало называться Кёхна Хачмаз, после возникновения города с таким же названием, слово «кёхна» с азербайджанского языка — старый.
В начале XX века село наряду с другими населёнными пунктами было местом упорного сопротивления частям XI Красной Армии.
Село было населено татами христианами. Как отмечает этнограф Велиев-Бахарлы Мухаммедгасан армяне которые проживали в селе, также говорили на татском языке. В прошлом в селе было развито шелководство. До советского периода в селе функционировали медресе.
Село подвергалось погромам со стороны армян, во время мусульманских погромов 1918 года, в последующем разорено армянами. Источники указывают о том, что это село было основным опорным пунктом дашнаков, во время совершения ими погромов в Губе, в 1918 году.
В 2012 году, 15 сентября в селе была открыта новая современная школа, на 600 учеников.

## Население
Население в основном занимается скотоводством, земледелием, выращиванием хлеба, частным предпринимательством.